# Glacier Lavoisier
Pour les articles homonymes, voir Lavoisier.
Le glacier Lavoisier est un glacier secondaire, rattaché au glacier Cook, situé sur la Grande Terre des îles Kerguelen dans les Terres australes et antarctiques françaises (TAAF).

## Toponymie
Le nom du glacier a été donné en 1908 et 1914 par Raymond Rallier du Baty, lors de ses explorations de l'archipel, en hommage au chimiste Antoine de Lavoisier, comme pour de nombreux scientifiques dont les noms ont été attribués aux glaciers associés à la calotte Cook.

## Géographie
Le glacier Lavoisier est un glacier émissaire situé au sud-ouest du glacier Cook auquel il est rattaché. Long d'environ 2 km – en fort retrait à 570 m d'altitude pour le front –, exposé à l'ouest, son épanchement alimente désormais les lacs Lavoisier (supérieur et inférieur) – résultant du recul du front glaciaire –, dont l'émissaire est la rivière Lavoisier qui se jette dans l'océan Indien sur la côte occidentale des Kerguelen dans la baie du Melissas (subdivision de la baie Bretonne) au niveau de la plage des Lions Marins.